# Propagacja wielodrogowa
Propagacja wielodrogowa – zjawisko w transmisji danych polegające na tym, że przekazywany sygnał z nadajnika do odbiornika dociera za pomocą więcej niż jednej drogi. W transmisji radiowej sygnał może dotrzeć bezpośrednio lub z odbiciem od różnych obiektów, np. gór, drzew budynków lub chmur. W światłowodach wielomodowych po odbiciach od ścianek. Czas po jakim sygnał dociera do odbiornika zależy od długości drogi. Ponieważ różne drogi mają inną długość, ten sam sygnał będzie docierał w różnych momentach, dodawał się do siebie i powodował zakłócenia, np. w telewizji analogowej dodatkowe obrazy (duszki), a w transmisji cyfrowej może dojść do interferencji międzysymbolowej.